# Фроловский сельсовет (Амурская область)
Фроло́вский сельсове́т — упразднённое сельское поселение в Серышевском районе Амурской области.
Административный центр — село Фроловка.

## История
24 января 2005 года в соответствии с Законом Амурской области № 425-ОЗ муниципальное образование наделено статусом сельского поселения.
Законом Амурской области от 24.12.2020 № 667-ОЗ в 2021 году упразднено, населённые пункты переданы в Полянский сельсовет.

## Население
| 2002 | 2010 | 2011 | 2012 | 2013 | 2014 | 2015 |
| ---- | ---- | ---- | ---- | ---- | ---- | ---- |
| 666  | ↘474 | →474 | ↘449 | ↘420 | ↘394 | ↘375 |
| 2016 | 2017 | 2018 |      |      |      |      |
| ↘373 | ↘357 | ↗361 |      |      |      |      |

## Состав сельского поселения
| № | Населённый пункт | Тип населённого пункта       | Население |
| - | ---------------- | ---------------------------- | --------- |
| 1 | Борисполь        | село                         | ↗210      |
| 2 | Фроловка         | село, административный центр | ↗151      |